# Sarena Parmar

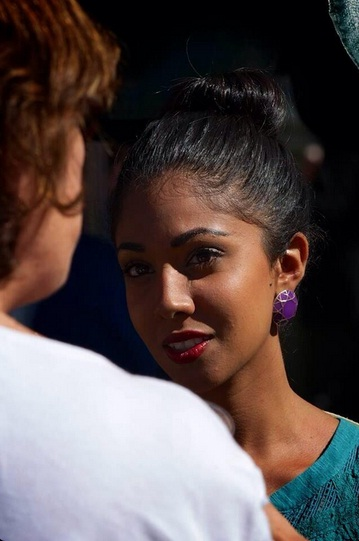
Sarena Parmar beim internationalen Filmfestival Toronto 2013

Sarena Parmar (* 18. September 1986 in Kelowna, British Columbia) ist eine kanadische Schauspielerin.

## Leben und Karriere
Serena Parmar wurde in Kelowna in der kanadischen Provinz British Columbia geboren und wuchs dort auf. Ihre Familie stammt ursprünglich aus Punjab in Indien. Anschließend besuchte sie die National Theatre School of Canada, die sie 2002 abschloss. Nach Auftritten im Theater wurde sie durch ihre ab 2009 verkörperte Hauptrolle als Chandra Mehta in der Jugendserie How to Be Indie – Wie ich lerne, ich zu sein national bekannt. 2012 war sie als Audrey im Disney Channel Original Movie Radio Rebel – Unüberhörbar in einer Hauptrolle zu sehen. In der kanadischen Komödie The Animal Project spielte sie 2013 als Mira mit.

## Filmografie
- 2009: Word on the Street (Fernsehfilm)
- 2009: Flashpoint – Das Spezialkommando (Flashpoint, Fernsehserie, Folge 2x16)
- 2009: The Border (Fernsehserie, Folge 3x07)
- 2009–2011: How to Be Indie – Wie ich lerne, ich zu sein (How to Be Indie, Fernsehserie, 33 Folgen)
- 2010: Degrassi: The Next Generation (Fernsehserie, Folgen 9x15–9x16)
- 2012: Radio Rebel – Unüberhörbar (Radio Rebel, Fernsehfilm)
- 2013: The Animal Project
- 2015: Suits (Fernsehserie, Folge 5x06)
- 2021–2023: Pretty Hard Cases (Fernsehserie, 10 Folgen)
- 2023: SkyMed (Fernsehserie, 3 Folgen)
- 2024: Code 8 – Teil II (Code 8: Part II)